# Otto Meyer (imprenditore)
Otto Meyer (Ratisbona, 29 agosto 1882 – Augusta, 25 giugno 1969) è stato un imprenditore tedesco.

## Biografia
Otto Meyer studiò costruzioni di macchine all'Università tecnica di Monaco. Nel 1917 divenne direttore tecnico alla bavarese Rumpler-Werke di Augusta. Nel 1921 divenne dipendente della Fritz Neumayer AG e nel 1925 divenne membro della presidenza della Maschinenfabrik Augsburg-Nürnberg (MAN). Nel 1942 acquisisce l'officina motori navali della Kriegsmarine al porto di Amburgo, che durante la seconda guerra mondiale fu pesantemente danneggiata dai bombardamenti e smantellata nel dopoguerra. Come Wehrwirtschaftsführer nel 1945 fu arrestato per un mese. Nel 1946 divenne direttore generale Gesamtkonzern e diresse la ricostruzione dell'azienda.
Dal 1953 divenne presidente del Deutschen Museums a Monaco di Baviera e membro del consiglio del Germanischen Nationalmuseums.

## Onorificenze
- 1952: Cittadinanza onoraria di Augusta
- 1953: Ordine al merito di Germania - Großes Verdienstkreuz della Bundesrepublik Deutschland
- 1955: Medaglia d'argento della città di Ratisbona
- 1957: Ordine al merito di Germania - Großes Verdienstkreuz mit Stern della Bundesrepublik Deutschland
- 1962: Cittadinanza onoraria della città di Ratisbona
- Senatore emerito dell'Università tecnica di Monaco